# Gøystavatnet
Gøystavatnet (of Gøyståvatnet) is een meer in het noorden van de hoogvlakte Hardangervidda  behorende bij de gemeente Tinn in de provincie Telemark in het zuiden van Noorwegen. 
Ten noorden ligt Geilo. Dichtbij liggen de meren Kalhovdfjord, Mårvatnet en Tinnsjå.